# Imperial
Imperial je skotská palírna společnosti Pernod-Ricard nacházející se ve vesnici Carron poblíž města Aberlour v hrabství Banffshire, jež vyrábí skotskou sladovou whisky.

## Historie
Palírna byla založena v roce 1897 Thomasem Mackenziem (podílníkem Taliskeru a Dailuaine) a produkuje čistou sladovou whisky. Tato palírna byla dlouhou dobu uzavřena jak v období války tak i v rozmezí let 1925–1955. V roce 1965 má již čtyři funkční destilační kotle a když přišel rok 1985, musela být palírna opětovně uzavřena. V roce 2005 palírnu zakoupila společnost Pernod-Ricard a čeká se zda obnoví provoz. Produkuje whisky značky Imperial, což je 12letá whisky s obsahem alkoholu 65 %. Velká část se používá na míchání s ostatními whisky Teachers, Long John, Ballantine's, Old Smuggler. Tato whisky má kouřovou chuť s trávovými odstíny.